# NGC 7284
NGC 7284 is een lensvormig sterrenstelsel in het sterrenbeeld Waterman. Het hemelobject werd op 26 oktober 1785 ontdekt door de Duits-Britse astronoom William Herschel. Samen met NGC 7285 vormt NGC 7284 het Interagerend sterrenstelsel Arp 93.

## Synoniemen
- ESO 533-31
- MCG -4-53-4
- VV 74
- Arp 93
- AM 2225-250
- PGC 68950